# Jussier Formiga
Jussier da Silva, mer känd som Jussier Formiga, född 14 april 1985 i Natal, är en brasiliansk MMA-utövare som sedan 2012 tävlar i organisationen Ultimate Fighting Championship.